# Marcus Aurelius Cleander
Marcus Aurelius Cleander († 189 oder 190) war ein römischer Politiker und Prätorianerpräfekt unter Kaiser Commodus.
Cleander, ein Phryger, wurde in die Sklaverei geboren und wahrscheinlich schon unter Mark Aurel freigelassen. Er spielte seit dem Beginn der Herrschaft des Commodus eine wichtige Rolle. So hatte Cleander bereits zu Commodus in dessen Kindertagen eine persönliche Beziehung aufgebaut, da er zeitweise mit seiner Aufsicht betraut gewesen war. Nach Cassius Dio hatte er bereits beim Sturz des Saoterus, eines Kämmerers des Commodus, und des Prätorianerpräfekten Publius Taruttienus Paternus seine Finger im Spiel, er wird daher wohl schon unter Mark Aurel wichtige Ämter in der Verwaltung des Palastes innegehabt haben. Für eine Rolle sogar bei der Erziehung des Kaisers könnte vielleicht der Titel τροφεύς („Pfleger“) sprechen, der ihm von Commodus in einem Brief an die Athener beigelegt wurde.
Als Kämmerer (a cubiculo) war er bereits während der Dominanz des Prätorianerpräfekten Tigidius Perennis eine einflussreiche Person. Als unzufriedene römische Soldaten aus Britannien im Jahr 185 dem Kaiser gegenübertraten, um den Kopf des Perennis zu fordern, soll er Commodus geraten haben, den Präfekten fallenzulassen. Mit dem Sturz des Perennis wurde Cleander zur wichtigsten Person im Umkreis des Kaisers, allerdings war er zunächst klug genug, diese Rolle nicht durch die Bekleidung eines prestigeträchtigen Amtes allzu augenfällig werden zu lassen, und strebte daher das Amt des Prätorianerpräfekten nicht an, sondern blieb als graue Eminenz im Hintergrund, nur versehen mit dem Titel a cubiculo et a pugione („Kämmerer und Dolchträger“).
Nach außen agierten vorerst andere, deren Bedeutung aber gering und deren Position schwach war. Der Prozess gegen Lucius Antistius Burrus, in dem sich der Präfekt Atilius Aebutianus gegen Cleander stellte, zwang diesen dann doch dazu, seine Machtposition offen zu zeigen. So soll Cleander einigen antiken Quellen zufolge nach der Beseitigung des Aebutianus im Jahr 187 schließlich als dritter Prätorianerpräfekt neben die neuen Amtsinhaber Iulius Vehilius Gallus Iulianus und Regillus getreten sein. Dies wäre ein doppelter Bruch mit dem Herkommen gewesen, denn zum einen hatte es niemals mehr als zwei Prätorianerpräfekten gegeben, und zum anderen hatte noch nie ein Freigelassener diesen Posten bekleidet. Andererseits ist in der Forschung teilweise angezweifelt worden, dass Cleander tatsächlich dieses Amt ausgeübt haben soll. Jedenfalls hatte dieser mit seinem Verhalten den Bogen offenbar überspannt, denn kurz darauf wurde er im Rahmen einer Hungerrevolte, die der damalige Getreidepräfekt (praefectus annonae) Marcus Aurelius Papirius Dionysius ausgelöst hatte, von Commodus dem Mob geopfert.
Unter dem Einfluss Cleanders hatte sich Commodus wieder dem Senat angenähert und die beneficia des Kaisers an das Volk eingeschränkt. Allerdings soll Cleander habgierig gewesen sein und deswegen sowohl Ämter als auch Senatorenwürden verkauft haben.